# Oekingen
Oekingen (toponimo tedesco) è un comune svizzero di 807 abitanti del Canton Soletta, nel distretto di Wasseramt.